# Misztérium
A szent misztériumok olyan természetfeletti jelenségek területei, amelyek egy istenséggel vagy vallási meggyőződéssel és gyakorlattal kapcsolatosak.
Az ókorban a misztérium szót használták bizonyos ezoterikus tanok megjelölésére vagy bizonyos szertartásokra, amelyeket például a magánéletben is végeztek, vagy amelyek jelentését csak a beavatottak ismerték. A korai keresztények nyelvén a misztériumok azok a vallási tanítások voltak, amelyeket gondosan óvtak a profán világ tudásától.

## Etimológia
A görög eredetű szó (müsztérion), jelentése: titok. A görög müein (= bezárni) szóból származik.

## Ókori vallások és filozófia
Az ókori görög vallásban és filozófiában mindenekelőtt azt jelöli, ami egy istentapasztalatban titokzatos és kimondhatatlan, valamint azt, amit nem szabad átengedni a nyilvánosságnak. 
Misztériumoknak nevezték azokat a mágikus szertartásokat, amelyeket a legnagyobb titokban hajtott végre a beavatottak csoportja egy isten vagy istennő tiszteletére, hogy vele egyesüljenek.

## Kereszténység
Olyan dogma, amely teljes egészében meghaladja az ember értelmét. Az ember a teológia szerint saját erejéből a misztériumot soha fel nem ismerné, s ha a kinyilatkoztatás révén értesül róla, azt megérteni képtelen. Ilyen például a Szentháromság dogmája. 

## Színjáték
A misztérium középkori vallásos tárgyú színdarabot is jelöl, amelyet kezdetben a templomi szertartás részeként latinul, később a templomokon kívül anyanyelven a papok, az iskolások vagy a felnőttek adtak elő.
A misztérium szót az újlatin nyelvet beszélő népek használták a középkorban, társítva a vallásos színjátékok megnevezésére. A magyar nyelvben megfelelője a misztériumjáték vagy misztériumdráma.